# Tang Yuemei
Tang Yuemei (tiếng Trung: 唐月梅; bính âm: Táng Yuèméi; sinh năm 1931) là một dịch giả người Hoa gốc Việt. Tang là giáo sư thỉnh giảng tại Đại học Thành phố Yokohama. Cô được chú ý nhất vì là một trong những người dịch chính sang tiếng Trung cho các tác phẩm của các tiểu thuyết gia Nhật Bản Yukio Mishima và Takiji Kobayashi.

## Tiểu sử
Tang sinh ra trong một gia đình người Việt gốc Hoa ở Chợ Lớn, Đông Dương thuộc Pháp vào năm 1931, với quê gốc ở Hải Nam. Năm 1956, Tang tốt nghiệp Đại học Bắc Kinh, nơi cô theo học chuyên ngành tiếng Nhật tại Khoa Ngôn ngữ và Văn học Đông phương. Sau khi tốt nghiệp, Tang được bổ nhiệm vào Học viện Khoa học Xã hội Trung Quốc. Năm 1966, cuộc Cách mạng Văn hóa do Mao Trạch Đông phát động, Tang và chồng là Ye Weiqu, toàn bộ bộ sưu tập sách của cô bị Hồng vệ binh đốt cháy, hai vợ chồng được gửi đến Trường Thiếu sinh quân tháng 5 để làm việc ở Hà Nam. Năm 1976, Hoa Quốc Phong và Diệp Kiếm Anh lật đổ Tứ nhân bang, cặp đôi này được Đặng Tiểu Bình phục hồi, đồng thời bắt đầu nghiên cứu văn học Nhật Bản. Tang bắt đầu xuất bản tác phẩm vào năm 1978 và cô gia nhập Hiệp hội Nhà văn Trung Quốc năm 1982.

## Tác phẩm
- Lịch sử phim truyền hình Nhật Bản (日本戏剧史) [3]
- Âm thanh của sóng (Yukio Mishima) (潮骚) [4]
- Ngôi đền Vàng Pavilion (Yukio Mishima) (金阁寺) [5]
- Biển sinh sản (Yukio Mishima) (春雪) [6]
- Lời thú tội của một chiếc mặt nạ (Yukio Mishima) (假面自白) [7]
- Khát khao tình yêu (Yukio Mishima) (爱的饥渴) [8]
- (Yukio Mishima) (太阳与铁) [9]
- (Toyoko Yamasaki) (沙门良宽)
- Lịch sử Văn học Nhật Bản (Toyoko Yamasaki) (日本文学史)
- Karei-naru Ichizoku (Toyoko Yamasaki) (浮华世家)
- Cố đô (Takiji Kobayashi) (古都) [10]
- (Takiji Kobayashi) (湖)
- (Takiji Kobayashi) (舞姬)
- Ngôi nhà của những người đẹp ngủ trong rừng (Takiji Kobayashi) (睡美人) [11]

## Giải thưởng
- Karei-naru Ichizoku - Giải thưởng Sách Quốc gia lần thứ nhất
- Hiệp hội dịch thuật Trung Quốc - Dịch giả có năng lực (2004)

## Đời tư
Vào năm 1956, Tang kết hôn với người yêu thời trung học Ye Weiqu của cô ở Bắc Kinh, anh ta cũng là một dịch giả.